# Бенет (окръг)
Окръг Бенет (на английски: Bennett County) е окръг в щата Южна Дакота, Съединени американски щати. Площта му е 3084 km², а населението - 3454 души (2017). Административен център е град Мартин.